# Peristernia sowerbyi
Peristernia sowerbyi is een slakkensoort uit de familie van de Fasciolariidae. De wetenschappelijke naam van de soort is voor het eerst geldig gepubliceerd in 1907 door Melvill.